# كلوستريديوم تكافلي
كلوستريديوم سمبيوسام أو كلوستريديوم تكافلي هو نوع من البكتيريا من فصيلة كلوستريدياسيا.